# Xã Morgan, Quận Thomas, Kansas
Xã Morgan (tiếng Anh: Morgan Township) là một xã thuộc quận Thomas, tiểu bang Kansas, Hoa Kỳ. Năm 2010, dân số của xã này là 662 người.